# Podospora prethopodalis
Podospora prethopodalis är en svampart som beskrevs av Cain 1962. Podospora prethopodalis ingår i släktet Podospora och familjen Lasiosphaeriaceae.   Inga underarter finns listade i Catalogue of Life.